# Ghost (Software)
Ghost ist eine Software zur Erstellung von Rohdatenkopien ganzer Datenträger(partitionen) auf anderen Datenträgern oder in Abbilddateien und zur Datensicherung.
Der Name leitet sich als Akronym ab von „General Hardware-Oriented System Transfer“.
Zur ursprünglichen Kernfunktion der Erstellung von Rohdatenkopien, deren Einsatz für Datensicherungszwecke gebräuchlich war und beworben wurde, kamen später auch Funktionen herkömmlicher Datensicherungs-Software.
Neben dem blinden Kopieren von Rohdaten ist auch tieferes Verständnis der Struktur verschiedener Dateisysteme integriert, das Anpassungen der erstellten Abbilder erlaubt.
Funktionsreduzierte Versionen für Heimanwender wurden in der Produktlinie der Marke „Norton“ vermarktet.

## Geschichte
Ursprünglich wurde Ghost 1995 in Auckland, Neuseeland, von Murray Haszard für die Firma „Binary Research“ entwickelt. 1998 kaufte Symantec die Rechte daran auf. Im April 2000 wurde ursprünglich von der Firma 20/20 Software entwickelte Funktionalität in die Software integriert.
Die Hauptentwicklung fand unter Symantec zunächst weiterhin in Auckland statt, bis sie im Oktober 2009 großteils nach Indien verlegt wurde.
Nach der Übernahme des größten Konkurrenzunternehmens PowerQuest im Jahr 2003 veröffentlichte Symantec am 2. August 2004 eine Version von deren Software Drive Image als „Norton Ghost 9.0“. Es sollte eine neue Heimanwender-Version von Ghost darstellen, wobei das Dateiformat nicht zu Ghost kompatibel war.
Neben der weiteren Pflege der alten Codebasis wurde etwa drei Jahre lang unter dem Projektnamen „Phantom“ die interne Engine von Grund auf neugeschrieben. 2003 wurde ein Prototyp der Phantom-Software veröffentlicht („Ghost for Manufacturing“), wobei vorher schon einzelne Funktionen in die bisherige Hauptentwicklungslinie übernommen wurden.